# Danylo Ihnatenko
Danylo Ihnatenko (Zaporiyia, 13 de marzo de 1997 es un futbolista ucraniano que juega en la demarcación de centrocampista para el Š. K. Slovan Bratislava de la Superliga de Eslovaquia.

## Selección nacional
Tras jugar en distintas categorías inferiores de la selección, finalmente hizo su debut con la selección de fútbol de Ucrania en un encuentro de la Liga de Naciones de la UEFA 2022-23 contra Irlanda que finalizó con un resultado de 0-1 a favor del combinado ucraniano tras el gol de Viktor Tsyhankov.

## Clubes
| Club                        | País       | Año       | Partidos | Goles |
| --------------------------- | ---------- | --------- | -------- | ----- |
| P. F. K. Metalurh Zaporiyia | Ucrania    | 2014-2016 | 11       | 1     |
| F. C. Mariupol (cedido)     | Ucrania    | 2017-2019 | 27       | 0     |
| Ferencváros T. C. (cedido)  | Hungría    | 2019      | 25       | 1     |
| F. C. Mariupol (cedido)     | Ucrania    | 2020      | 16       | 0     |
| S. C. Dnipro-1 (cedido)     | Ucrania    | 2020-2021 | 34       | 4     |
| F. C. Girondins de Burdeos  | Francia    | 2022-2024 | 81       | 4     |
| Š. K. Slovan Bratislava     | Eslovaquia | 2024-     | 33       | 4     |

## Palmarés

### Títulos nacionales
| Título                  | Club                    | País       | Año  |
| ----------------------- | ----------------------- | ---------- | ---- |
| Superliga de Eslovaquia | Š. K. Slovan Bratislava | Eslovaquia | 2025 |